# Ciego de Ávila (provins)
Ciego de Ávila Provinsen er en af Cubas provinser med 422.576(2010) indbyggere. Den er lokaliseret i den centrale del af Cuba. Hovedstaden hedder også Ciego de Ávila. En anden stor by er: Morón.

## Administrativ opdeling
Provinsen er opdelt i 10 kommuner:
| Kommune          | Indbyggertal (2004) | Areal (km²) |
| ---------------- | ------------------- | ----------- |
| Baraguá          | 32.408              | 728         |
| Bolivia          | 16.612              | 918         |
| Chambas          | 39.868              | 769         |
| Ciego de Ávila   | 135.736             | 445         |
| Ciro Redondo     | 29.560              | 588         |
| Florencia        | 19.811              | 286         |
| Majagua          | 26.617              | 544         |
| Morón            | 60.612              | 615         |
| Primero de Enero | 27.813              | 713         |
| Venezuela        | 27.333              | 716         |